# Michel Prévôt de la Jannès
Michel Prévôt de la Jannès (Orléans, 3 août 1696 - Orléans, 21 octobre 1749) est un jurisconsulte français. 

## Biographie
Natif d'Orléans, c'est une figure majeure du droit de son époque. À l'époque, le bailliage d'Orléans connut une période faste, la ville eut dans le même temps quatre jurisconsultes de qualité, grands travailleurs. Prévôt de la Jannès, étant de ces derniers avec Daniel Jousse, Robert-Joseph Pothier et Maitre De Guienne, contribua ainsi à la renommée de cette ville en matière de droit qui parvint jusqu'au roi Louis XIV.
Il occupa une chaire à l'université d'Orléans en tant que professeur royal de droit français et ce jusqu'à sa mort. Il semblerait que sa méthode d'enseignement était particulièrement pédagogique : il créait des sortes de travaux dirigés en invitant ses étudiants à travailler autour d'une table avec lui. Prévôt de la Jannès aurait influencé grandement la méthode d'enseignement de Robert-Joseph Pothier qui reprendra sa chaire après sa mort.
Le professeur prit position en affirmant, à une époque où le droit n'était pas encore unifié, qu'il était nécessaire de rendre obligatoire la rédaction des actes en français et d'abandonner l'usage des langues régionales (provençal, basque, etc.).
Ses travaux porteront principalement sur la jurisprudence, les incapacités.
Il est l'auteur des Principes de la jurisprudence française et de Coutumes des duché, bailliage et prévoté d'Orléans.
En 1749, il décède à Orléans, où il a passé toute sa vie.